# Pyrrhocoroidea

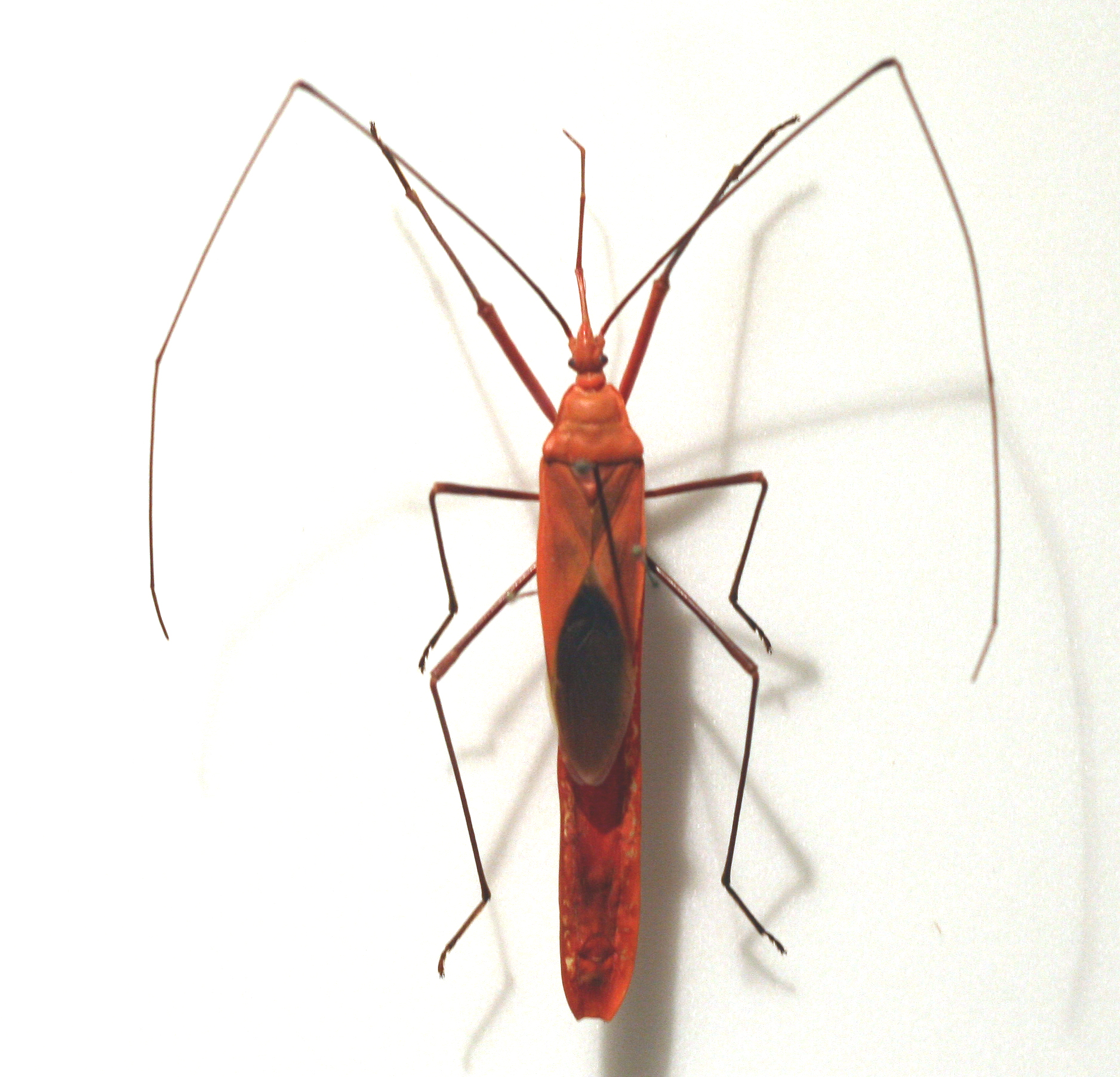
Lohita grandis z rodziny Largidae

Pyrrhocoroidea – nadrodzina owadów z podrzędu pluskwiaków różnoskrzydłych i infrarzędu Pentatomomorpha.

## Taksonomia
Takson ten obejmuje około 520 opisanych gatunków, zgrupowanych w dwie rodziny: kowalowatych (Pyrrhocoridae) i Largidae. Dawniej pluskwiaki te umieszczane były w zwińcowatych w randze podrodziny, a później wyniesione do rangi osobnej rodziny Pyrrhocoridae. W.E. China w 1954 wyniósł do rangi osobnej rodziny Largidae. Obie rodziny w jedną nadrodzinę połączone zostały przez T.R.E. Southwooda w 1956.
Wyniki analiz filogenetycznych Hua i wsp. z 2008 oraz Gordona i wsp. z 2016 wskazują, że Pyrrhocoroidea stanowią grupę siostrzaną dla kladu obejmującego Coreoidea i Lygaeoidea. Wyniki Yuana i innych z 2015 wskazują natomiast na relację siostrzaną Pyrrhocoroidea z Coreoidea, Wanga i innych z 2015 na taką relację z Lygaeoidea, a Li i innych z 2012 na taką relację ze smyczykowatymi. Badania Gordona i wsp. z 2016 potwierdzają monofiletyzm Pyrrhocoroidea jak i Largidae.

## Opis
Należą tu jaskrawo ubarwione pluskwiaki średnich i dużych rozmiarów. Ich głowa jest pozbawiona przyoczek i wyposażone w czteroczłonowe czułki z antennoforami widocznymi od góry. Mają niewielką, krótszą od międzykrywek tarczkę, zaopatrzoną w wyraźną komisurę łączącą międzykrywki. Zakrywka ma dwie komórki nasadowe od których odchodzi ku krawędzi wierzchołkowej półpokrywy 7 do 8 rozgałęzionych żyłek. Odwłok charakteryzuje się obecnością trichobotrii.

## Biologia i ekologia
Pyrrhocoroidea są pierwotnie roślinożerne i w większości zachowują ten sposób odżywiania. Largidae są w większości nasionożernymi polifagami, ale niektóre wykazują preferencje pokarmowe w stosunku do nasion wilczomleczowatych. W uchyłkach ich jelit środkowych żyją symbiotyczne bakterie z Burkholderia. Z kolei kowalowate wykazują symbiotyczne związki z bakteriami Coriobacterium glomerans i Gordonibacter. Jedynym rodzajem o znaczeniu ekonomicznym jest Dysdercus, którego przedstawiciele żerują m.in. na bawełnie.